# أكاديمية العلوم (كوريا الشمالية)
أكاديمية العلوم في جمهورية كوريا الشعبية الديمقراطية (بالكورية: 조선민주주의인민공화국과학원)‏ هي الأكاديمية الوطنية للعلوم في كوريا الشمالية. عرفت الأكاديمة سابقا بأسم الأكاديمية الوطنية للعلوم.

## تاريخ
تأسست عام 1952 وكانت مسؤولة عن جميع الأبحاث التي أجريت في البلاد قبل إجراء العديد من الإصلاحات التنظيمية وتقسيم الأكاديميات حتى عام 1981. عانت الأكاديمية منذ ثمانينيات القرن الماضي من نقص طويل الأمد في التمويل، لكنها لا تزال كبيرة وأهم مؤسسة علمية في البلاد. لعبت الأكاديمية دورًا في برنامج الأسلحة النووية لكوريا الشمالية حتى تم إنشاء أكاديمية علوم الدفاع الوطني التي يديرها الجيش لتتولى هذا الدور.
دشنت الاستعدادات لتأسيس الأكاديمية في ربيع عام 1952، وتأسست الأكاديمية في 1 ديسمبر 1952. كان لدى الأكاديمية عند تأسيسها 10 أعضاء كاملين و 15 عضوًا مرشحًا في تسعة معاهد بحثية و 43 مختبرا صغيرا.
بدأت الأكاديمية برنامج الأسلحة النووية لكوريا الشمالية عندما أرسلت في عام 1955 ممثلين إلى مؤتمر حول الاستخدامات السلمية للطاقة النووية في أوروبا الشرقية. بحلول أواخر الخمسينيات من القرن الماضي كان الاتحاد السوفيتي يقدم تدريبًا عمليًا في مجال الأبحاث النووية للمؤسسات التابعة لأكاديمية كوريا الشمالية للعلوم. في عام 1957 أرسل السوفييت آي إم جرامينيتسكي لتعليم الأكاديمية عن مستحلب الطبقات السميكة في الفيزياء النووية. في عام 1959 أبرمت كوريا الشمالية اتفاقًا مع الاتحاد السوفيتي بشأن تأسيس منشأة أبحاث نووية تابعة للأكاديمية بالقرب من يونغبيون.

## نبذة عن الأكاديمية
تعد الأكاديمية أهم مؤسسة علمية حكومية في كوريا الشمالية. تقدم الأكاديمية تقاريرها مباشرة إلى مجلس الوزراء في كوريا الشمالية. لدى الأكاديمية منظمات مختلفة وست دور نشر، بما في ذلك دار أكاديمية العلوم للنشر في المنطقة الوسطى في بيونغ يانغ. تصدر الأكاديمية كتبًا ونحو 40 دورية. كما يوجد مؤسسات مرتبطة بالأكاديمية تتعامل مع مختلف المجالات بما في ذلك الرياضيات والفيزياء والكيمياء والهندسة والطب والقانون والاقتصاد والتاريخ والأدب وعلم اللغة والإثنوغرافيا وعلم الآثار.
يقع مقر الأكاديمية في منطقة سوسونغ في عاصمة كوريا الشمالية بيونغ يانغ. وفي حين أن بعض مرافق الأكاديمية تقع في بيونغ يانغ، إلا ان الكثير من أنشطتها تجري في بيونغ سونغ.

## أنظر أيضا
- جامعة كيم ايل سونج
- اللجنة الكورية لتكنولوجيا الفضاء
- مركز كوريا للحاسوب
- الطاقة النووية في كوريا الشمالية
- أكاديمية علوم الدفاع الوطني (كوريا الشمالية)